# Wereldkampioenschappen schaatsen afstanden 2011
De wereldkampioenschappen afstanden 2011 op de schaats werden van donderdag 10 tot en met zondag 13 maart gehouden in de nieuwe overdekte ijsbaan Max Aicher Arena in Inzell, Duitsland.
Het Ludwig Schwablstadion was ook de ijsbaan waar in 2005 de WK afstanden werden gehouden, toentertijd nog in de buitenlucht.
Het was de dertiende editie van de WK afstanden. Na Salt Lake City en Nagano was Inzell de derde plaats die het kampioenschap voor de tweede keer mocht organiseren.

## Tijdschema
Hieronder het tijdschema voor het toernooi.
| Datum         | Aanvang | Mannen                              | Vrouwen                             |
| ------------- | ------- | ----------------------------------- | ----------------------------------- |
| 10 maart 2011 | 15:30   | 1500m                               | 3000m                               |
| 11 maart 2011 | 14:00   | 1000m 5000m                         | 1500m                               |
| 12 maart 2011 | 12:00   | 10.000m                             | 1000m 5000m                         |
| 13 maart 2011 | 12:00   | 500m (2 races) Ploegenachtervolging | 500m (2 races) Ploegenachtervolging |

## Medailles

### Mannen
| Onderdeel                    | Goud                                                        | Goud                 | Zilver                                              | Zilver               | Brons                                               | Brons                |
| ---------------------------- | ----------------------------------------------------------- | -------------------- | --------------------------------------------------- | -------------------- | --------------------------------------------------- | -------------------- |
| 500 m Details                | Lee Kyou-hyuk Zuid-Korea                                    | 69,100 (34,78/34,32) | Joji Kato Japan                                     | 69,420 (34,90/34,52) | Jan Smeekens Nederland                              | 69,430 (34,77/34,66) |
| 1000 m Details               | Shani Davis Verenigde Staten                                | 1.08,44 BR           | Kjeld Nuis Nederland                                | 1.08,67              | Stefan Groothuis Nederland                          | 1.08,73              |
| 1500 m Details               | Håvard Bøkko Noorwegen                                      | 1.45,04 BR           | Shani Davis Verenigde Staten                        | 1.45,09              | Lucas Makowsky Canada                               | 1.45,22              |
| 5000 m Details               | Bob de Jong Nederland                                       | 6.15.41 BR           | Lee Seung-hoon Zuid-Korea                           | 6.17,45              | Ivan Skobrev Rusland                                | 6.17,47              |
| 10.000 m Details             | Bob de Jong Nederland                                       | 12.48.20 BR          | Bob de Vries Nederland                              | 13.04.62             | Ivan Skobrev Rusland                                | 13.08.17             |
| Ploegenachtervolging Details | Verenigde Staten Shani Davis Jonathan Kuck Trevor Marsicano | 3.41,72 BR           | Canada Mathieu Giroux Lucas Makowsky Denny Morrison | 3.41,85              | Nederland Jan Blokhuijsen Koen Verweij Bob de Vries | 3.43,44              |

### Vrouwen
| Onderdeel                    | Goud                                                      | Goud                 | Zilver                                                | Zilver               | Brons                                                     | Brons                |
| ---------------------------- | --------------------------------------------------------- | -------------------- | ----------------------------------------------------- | -------------------- | --------------------------------------------------------- | -------------------- |
| 500 m Details                | Jenny Wolf Duitsland                                      | 75,930 (37,98/37,96) | Lee Sang-hwa Zuid-Korea                               | 76,170 (38,14/38,03) | Wang Beixing China                                        | 76,390 (38,35/38,04) |
| 1000 m Details               | Christine Nesbitt Canada                                  | 1.14,84 BR           | Ireen Wüst Nederland                                  | 1.15,42              | Heather Richardson Verenigde Staten                       | 1.15,45              |
| 1500 m Details               | Ireen Wüst Nederland                                      | 1.54,80 BR           | Diane Valkenburg Nederland                            | 1.56,27              | Jorien Voorhuis Nederland                                 | 1.57,30              |
| 3000 m Details               | Ireen Wüst Nederland                                      | 4.01,56 BR           | Martina Sáblíková Tsjechië                            | 4.02,07              | Stephanie Beckert Duitsland                               | 4.04,28              |
| 5000 m Details               | Martina Sáblíková Tsjechië                                | 6.50,83 BR           | Stephanie Beckert Duitsland                           | 6.54.99              | Claudia Pechstein Duitsland                               | 7.00,90              |
| Ploegenachtervolging Details | Canada Cindy Klassen Christine Nesbitt Brittany Schussler | 2.59,74 BR           | Nederland Marrit Leenstra Diane Valkenburg Ireen Wüst | 3.00,43              | Duitsland Stephanie Beckert Isabell Ost Claudia Pechstein | 3.01,82              |

### Medailleklassement
| Plaats | Land             | Goud | Zilver | Brons | Totaal |
| 1      | Nederland        | 4    | 5      | 4     | 13     |
| 2      | Canada           | 2    | 1      | 1     | 4      |
| 2      | Verenigde Staten | 2    | 1      | 1     | 4      |
| 4      | Zuid-Korea       | 1    | 2      | 0     | 3      |
| 5      | Duitsland        | 1    | 1      | 3     | 5      |
| 6      | Tsjechië         | 1    | 1      | 0     | 2      |
| 7      | Noorwegen        | 1    | 0      | 0     | 1      |
| 8      | Japan            | 0    | 1      | 0     | 1      |
| 9      | Rusland          | 0    | 0      | 2     | 2      |
| 10     | China            | 0    | 0      | 1     | 1      |
| Totaal | Totaal           | 12   | 12     | 12    | 36     |

## Belgische deelnemers
| Afstand | Discipline | Deelnemer   |
| ------- | ---------- | ----------- |
| 5000m   | Mannen     | Bart Swings |

## Nederlandse deelnemers
| Afstand       | Discipline | Deelnemers                                     | Deelnemers                                     | Deelnemers                                     |
| ------------- | ---------- | ---------------------------------------------- | ---------------------------------------------- | ---------------------------------------------- |
| 500m          | Mannen     | Jan Smeekens                                   | Jacques de Koning                              | Simon Kuipers *                                |
| 500m          | Vrouwen    | Margot Boer                                    | Laurine van Riessen                            | Annette Gerritsen                              |
|               |            |                                                |                                                |                                                |
| 1000m         | Mannen     | Stefan Groothuis                               | Simon Kuipers                                  | Kjeld Nuis                                     |
| 1000m         | Vrouwen    | Margot Boer                                    | Ireen Wüst                                     | Marrit Leenstra                                |
|               |            |                                                |                                                |                                                |
| 1500m         | Mannen     | Simon Kuipers                                  | Mark Tuitert                                   | Stefan Groothuis                               |
| 1500m         | Vrouwen    | Ireen Wüst                                     | Jorien Voorhuis**                              | Diane Valkenburg                               |
|               |            |                                                |                                                |                                                |
| 5000m         | Mannen     | Bob de Jong                                    | Wouter Olde Heuvel                             | Jan Blokhuijsen                                |
| 3000m         | Vrouwen    | Ireen Wüst                                     | Diane Valkenburg                               | Jorien Voorhuis                                |
|               |            |                                                |                                                |                                                |
| 10.000m       | Mannen     | Bob de Jong                                    | Arjen van der Kieft                            | Bob de Vries                                   |
| 5000m         | Vrouwen    | Diane Valkenburg                               | Jorien Voorhuis                                | Linda de Vries                                 |
|               |            |                                                |                                                |                                                |
| Achtervolging | Mannen     | Jan Blokhuijsen, Koen Verweij, Bob de Vries*** | Jan Blokhuijsen, Koen Verweij, Bob de Vries*** | Jan Blokhuijsen, Koen Verweij, Bob de Vries*** |
| Achtervolging | Vrouwen    | Marrit Leenstra, Diane Valkenburg, Ireen Wüst  | Marrit Leenstra, Diane Valkenburg, Ireen Wüst  | Marrit Leenstra, Diane Valkenburg, Ireen Wüst  |

* Verving de zieke Stefan Groothuis.
** Verving de zieke Marrit Leenstra.
*** Bob de Vries verving Wouter Olde Heuvel.